# San Fernando (Trinidad e Tobago)
San Fernando è una città, che costituisce una 
regione di Trinidad e Tobago, posta sulla costa occidentale dell'isola di Trinidad. È la seconda città più grande del paese dopo Chaguanas.